# Myrmotherula ambigua
A Myrmotherula ambigua a madarak osztályának verébalakúak (Passeriformes) rendjébe és a hangyászmadárfélék (Thamnophilidae) családjába tartozó faj.

## Rendszerezése
A fajt John Todd Zimmer amerikai ornitológus írta le 1932-ben.

## Előfordulása
Dél-Amerikában, az Amazonas-medencében, Brazília, Kolumbia és Venezuela területén honos. Természetes élőhelyei a szubtrópusi és trópusi síkvidéki esőerdők, lombhullató erdők és szavannák. Állandó nem vonuló faj.

## Megjelenése
Testhossza 9 centiméter, testtömege 7–8 gramm.

## Életmódja
Kevésbé ismert, valószínűleg apró rovarokkal táplálkozik és pókokat is fogyaszt.

## Természetvédelmi helyzete
Az elterjedési területe nagyon nagy, egyedszáma pedig stabil. A Természetvédelmi Világszövetség Vörös listáján nem fenyegetett fajként szerepel.